# ニイ・カールスベルグ・グリプトテク美術館
ニイ・カールスベルグ・グリプトテク美術館（デンマーク語: Ny Carlsberg Glyptotek）は、デンマークの首都コペンハーゲンにある美術館の名称。ニュー・カールスバーグ美術館とも。収蔵品はカールスバーグ社の創始者J. C. ヤコブセン（1811年生、1887年没）の息子、カール・ヤコブセン（1842年生、1914年没）の私的なコレクションが中心である。カール・ヤコブセンは父の経営に反発してニイ・カールスベルグ（ニュー・カールスバーグ）という別会社を創始しており、両社は1906年に再度合同するものの、美術館にはいまもなお「ニイ・カールスベルグ」の名が付けられている。
グリプトテーク（「彫刻陳列館」）の名の通り、最初は古代以来の彫刻作品がコレクションの中心だったが、次第に絵画や版画などへも収集分野を広げていった。美術館のコレクションにはエジプトやローマ、ギリシャなど古典古代のアンティークを始め、ロマン派の彫刻や絵画、デンマーク黄金時代の作品も含まれている。美術館にはエトルリアのコレクションもあり、イタリア外における大規模なものの1つである。
美術館にはクロード・モネ、カミーユ・ピサロ、ピエール＝オーギュスト・ルノワール、エドガー・ドガ、ポール・セザンヌなど、印象派の画家による作品群の他に、ポスト印象派のフィンセント・ファン・ゴッホ、アンリ・ド・トゥールーズ＝ロートレック、ピエール・ボナールの作品も収蔵されている。特に館内のオーギュスト・ロダンの彫刻は、フランス外部では最も重要なロダンの彫刻コレクションであると考えられている。美術館の持つコレクションには他にも、踊り子の連作を含むドガの銅像彫刻作品が含まれる。美術館の様々な部門では、ノルウェー系デンマーク人の彫刻家、ステファン・シンディングによる作品が、目立って呼び物にされている。
様々なコレクションを収容する建物は、中心にある亜熱帯のウィンターガーデン（冬園）など、その上品さが賞賛を受けている。建築家のウィルヘルム・ダーララップは美術館の最初の翼部を造り上げ、1897年に落成となった。間もなく1906年に建築家のハック・カンプマン（1856年生、1920年没）により、新たな翼部分が建設されて拡張が行われ、古代の作品のコレクションが収容されるようになった。1996年、美術館はデンマークの建築家ヘンイング・ラルセンにより、更なる拡大が施されている。
美術館はコペンハーゲン中心部のダンテス・プラズ7番地にある、チボリ公園から通りを渡ったところに位置している。
また、このグリプトテク美術館では、公的な会議や祝宴が催されることもあり、2002年6月21日に行われたヨーロッパ・ポリオフリー証明などがその一例である。

## ギャラリー

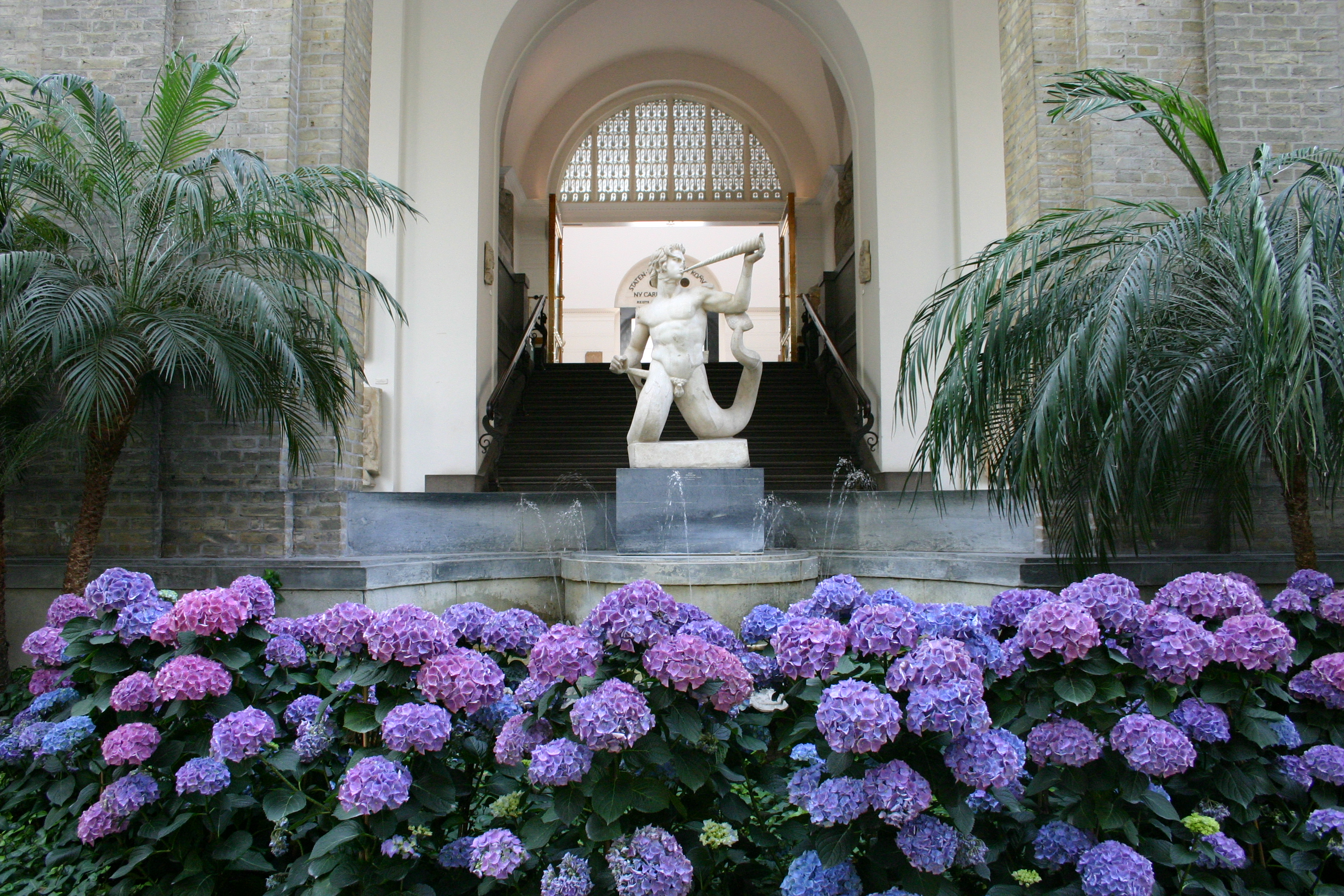
ウィンターガーデン
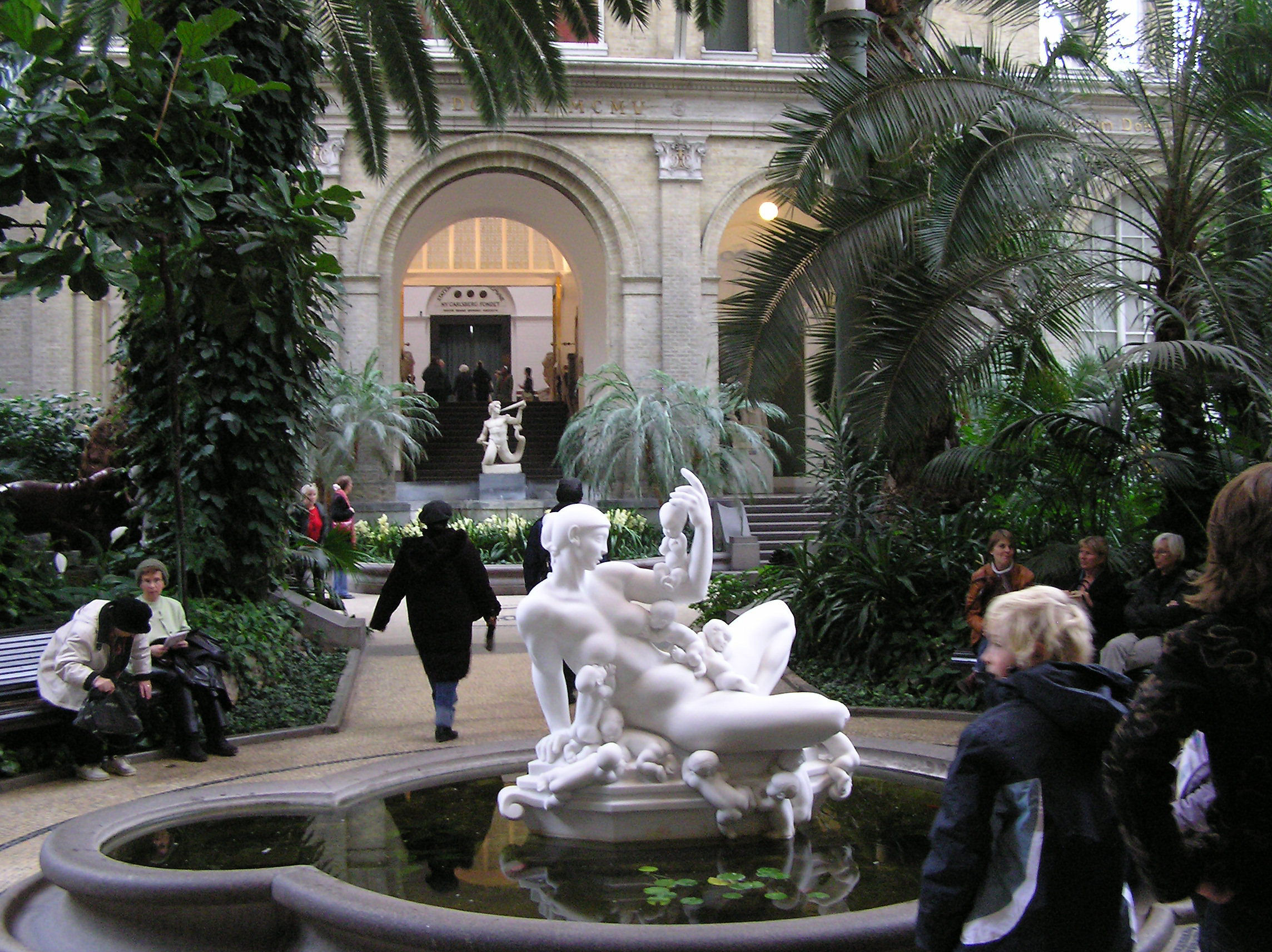
パームヤシの中庭
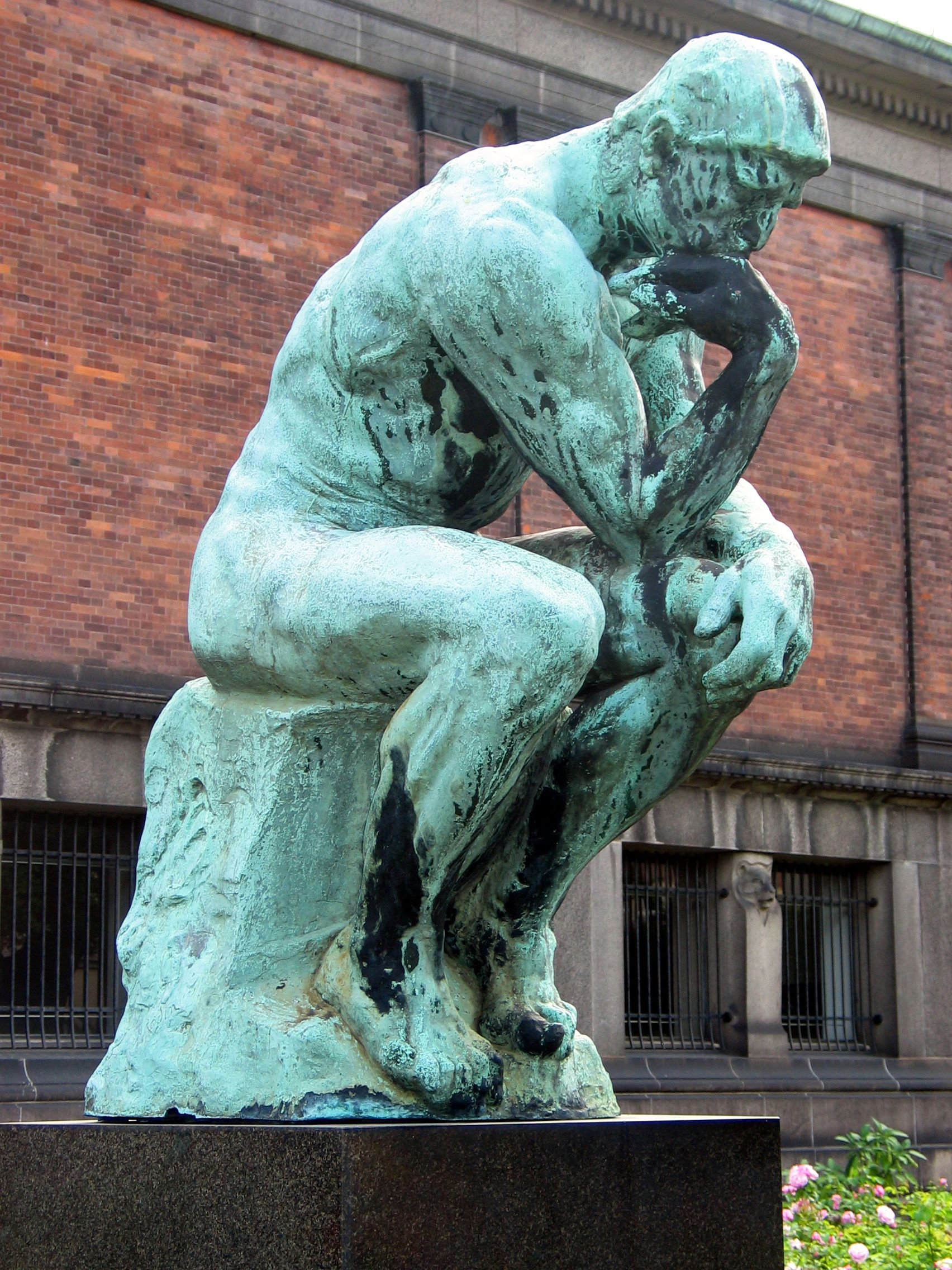
オーギュスト・ロダンの『考える人』
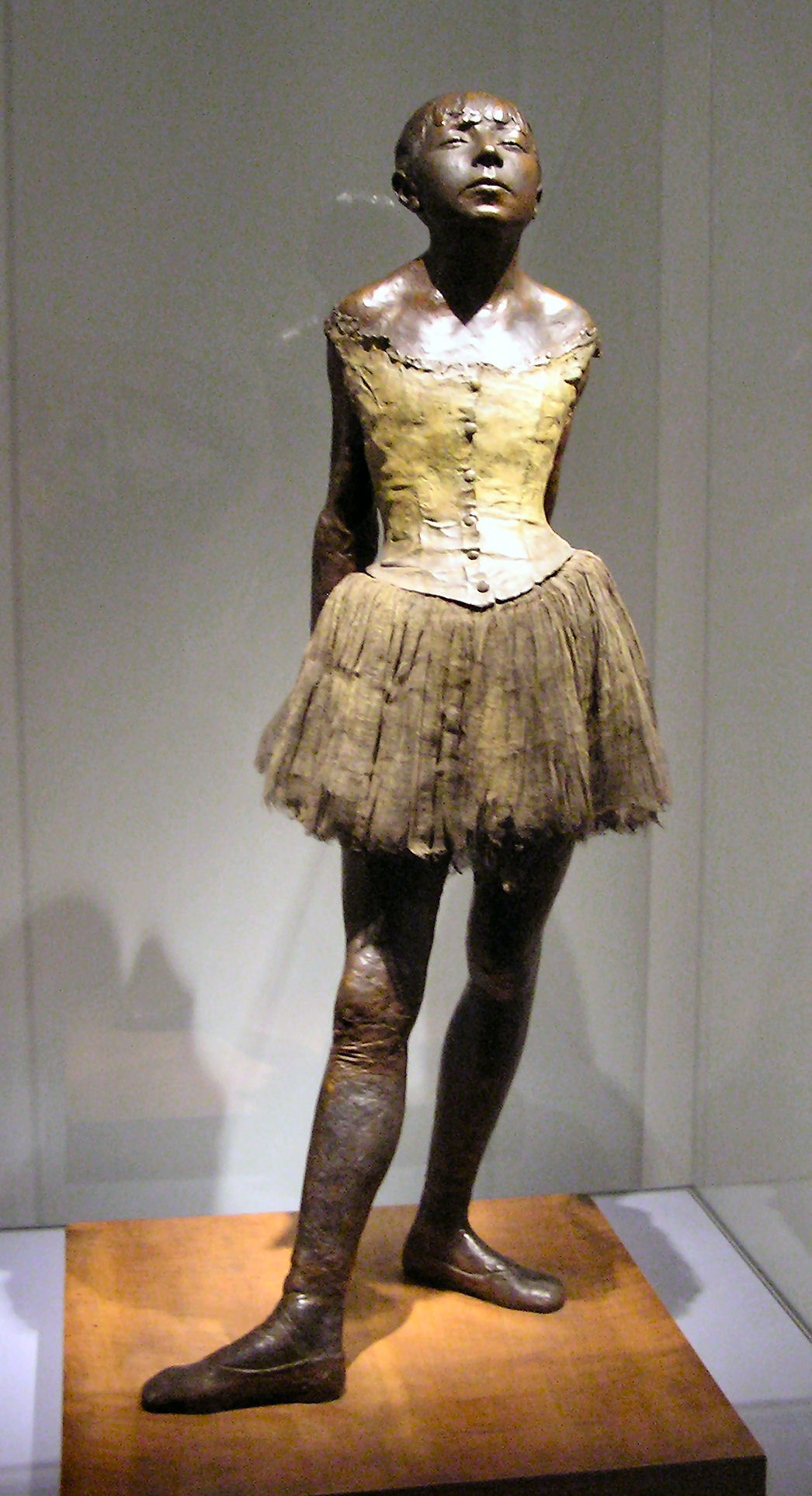
エドガー・ドガの『踊り子』
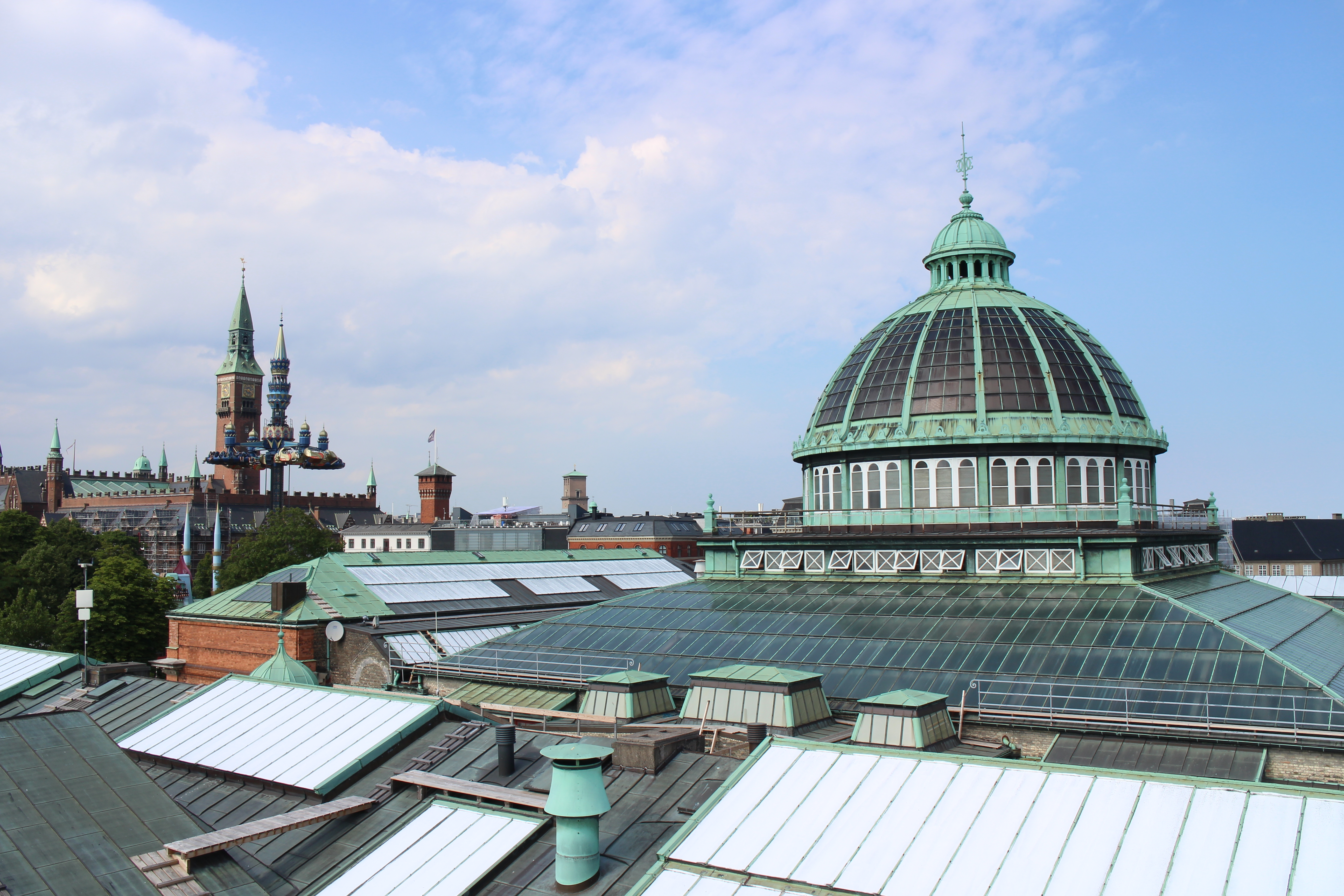
美術館の屋上

## 参照
1. ↑  （オランダ語） Attraktionsstatistikken 2007 - top50[リンク切れ]. 25 April 2008.
2. ↑  小泉隆『北欧の建築 エレメント＆ディテール』学芸出版社、2017年、55頁。ISBN 978-4-7615-3232-1。